# Bipolaris zeae
Bipolaris zeae är en svampart som beskrevs av Sivan. 1985. Bipolaris zeae ingår i släktet Bipolaris och familjen Pleosporaceae.   Inga underarter finns listade i Catalogue of Life.